# باشگاه فوتبال زنان خاتون بم
باشگاه فوتبال زنان خاتون بم (با نام پیشین شهرداری بم) باشگاه فوتبال زنان ایرانی است که در بم فعالیت می‌کند. این باشگاه، در سال ۱۳۵۹ بنیان‌گذاری گردید. در اردیبهشت ۱۴۰۰، مالکیت این باشگاه به مجتمع معدنی و فرآوری روی خان‌خاتون بم واگذار شد و نام این تیم به خاتون بم تغییر یافت.
خاتون بم در لیگ کوثر فوتبال زنان ایران بازی می‌کند و با ۱۰ قهرمانی و دو نایب‌قهرمانی پرافتخارترین تیم این لیگ است.
این تیم تنها نمایندهٔ فوتبال زنان ایران در جام باشگاه‌های زنان آسیا ۲۰۲۲ و ۲۰۲۳ و ۲۰۲۴ بود. همچنین این باشگاه نخستین باشگاه فوتبال زنان در ایران است که به یک‌چهارم پایانی جام باشگاه‌های زنان آسیا ۲۰۲۴ رسیده است و اردوی آماده‌سازی برون‌مرزی و مسابقه‌های دوستانه با تیم‌های اروپایی برگزار کرده است.

## پیشینه

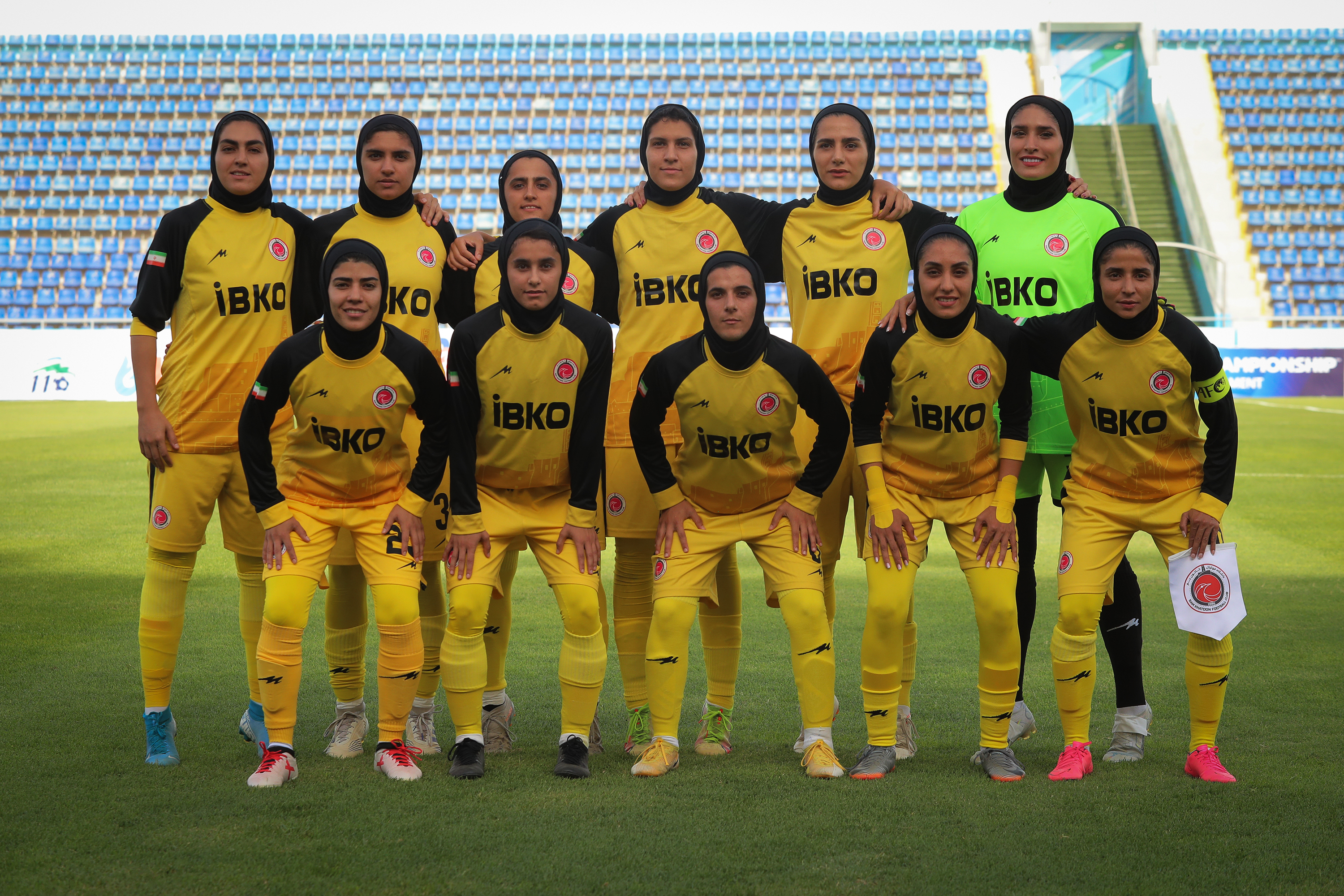
خاتون بم در جام باشگاه‌های زنان ۲۰۲۲ (آسیا)

پس از قهرمانی خاتون بم در لیگ برتر فوتبال زنان ایران فصل ۱۴۰۰–۱۴۰۱، آیین جشن قهرمانی این تیم با حضور نزدیک ۳۰ هزار تن از هواداران زن و مرد و مردم شهر بم برگزار شد که تاکنون پر تماشاگرترین رویداد ورزش زنان در ایران پس از انقلاب ۱۳۵۷ بوده است.
در مهر ۱۴۰۳، باشگاه خاتون بم پس از پخش شادی پس از گل زهرا قنبری، ستارهٔ تیم، در بازی این تیم در لیگ قهرمانان آسیا زنان، در پیامی، شادی گل بدون حجاب اجباری این بازیکن را فوتبالی دانست و برای «جریحه‌دار» کردن افکار عمومی ایران، عذرخواهی کرد. همچنین اعلام کرد که همواره از قانون جمهوری اسلامی ایران، پیروی می‌کند. کمی بعد، نمایان گردید که زهرا قنبری، به دلیل شادی پس از گل بدون حجاب، از بازی در لیگ برتر ایران منع گردیده است. کمی بعد، با جلسه‌ای با وزارت ورزش ایران، مشکل او حل شد و به تیم بازگشت.
تا پایان سال ۱۴۰۳، خاتون بم همواره از قدرت‌های اصلی فوتبال زنان ایران بوده است.

## برند و نمای تیم

### نام‌شناسی
خاتون، (ترکی، اِ) به معنی بانو در فارسی امروزی است. این واژه برای گرامی‌داشت بنام زن پیوند می‌خورده است؛ همانند زینب خاتون و سکینه خاتون. معادل پارسی آن، بانو است که پس از انقلاب ۱۳۵۷، کاربردش را از دست داد.

### نمای تیم و رسانه‌ها
تیم تا کنون، از رنگ‌های زرد و طلایی در کیت نخست بهره برده است و مشکی، بنفش، طیف‌های آبی و سفید نیز به‌عنوان رنگ‌های کیت‌های دوم بوده‌اند. پوشاک دروازه‌بان نیز شامل سفید، سبز و مشکی بوده است. در دوره جمهوری اسلامی ایران، افزون بر کیت متداول فوتبال، بازیکنان از ساپورت نیز استفاده می‌کردند و در رونمایی کیت‌ها نیز همین کار، تکرار می‌شد.
باشگاه در شبکه‌های اجتماعی از جمله اینستاگرام نیز دارای اکانت رسمی است و آگاهی‌رسانی‌های بازی‌ها و خبرهای ویژه را بر روی آنان پست می‌کند.

## بازیکنان

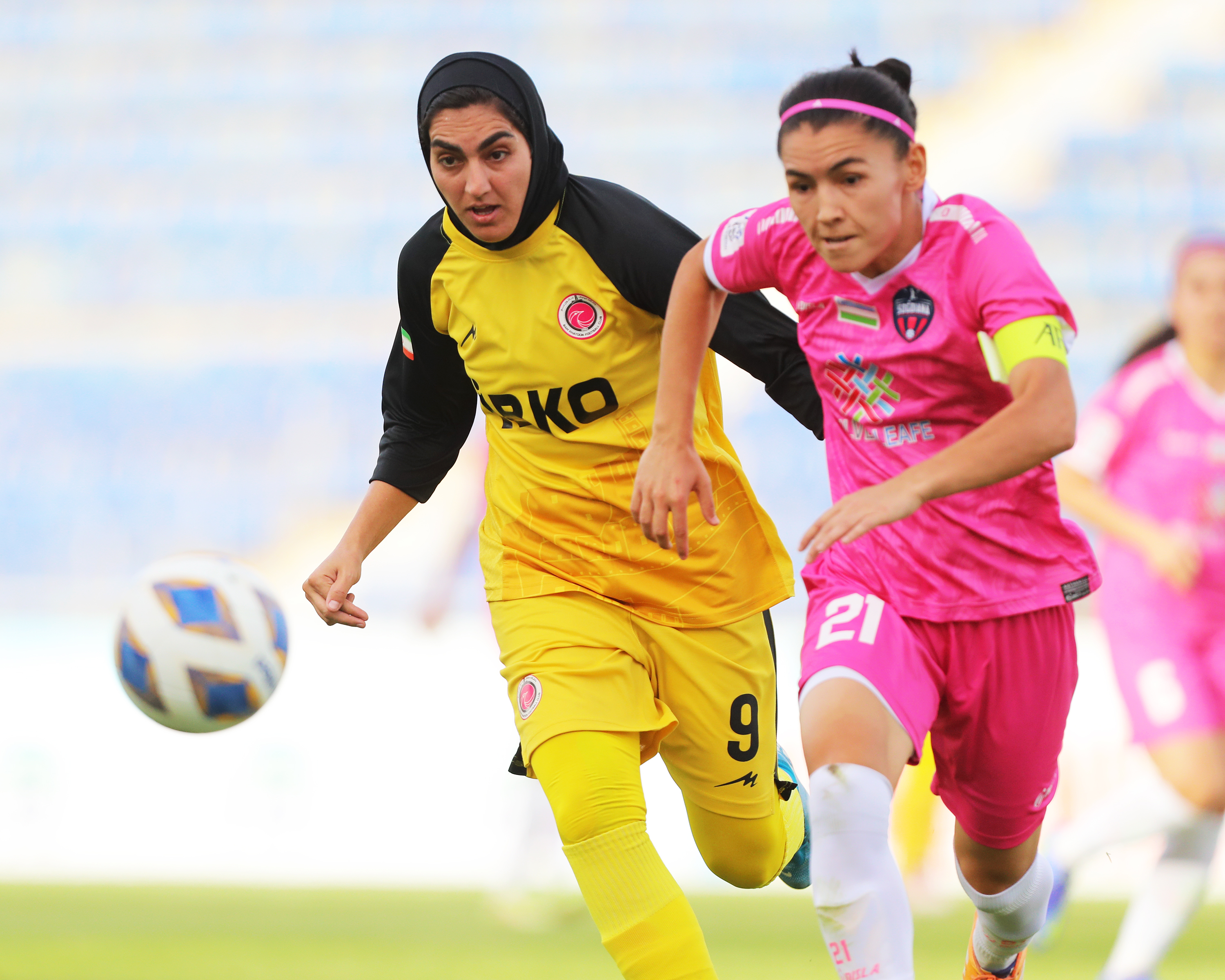
زهرا قنبری، بهترین گلزن فوتبال زنان ایران در مسابقه خاتون بم و نماینده ازبکستان در جام باشگاه‌های آسیا

تا تاریخ ۱۳ مرداد ۱۳۹۹
منبع:وب‌سایت فوتبالدخت
| شماره |       | نقش     | بازیکن           |
| ----- | ----- | ------- | ---------------- |
| ۷     | ایران | هافبک   | حنا رحیمی        |
|       | ایران |         | نازنین بارانی    |
|       | ایران |         | سمیه اسدیان      |
|       | ایران |         | زینب چوبین       |
| ۶     | ایران |         | زهرا سربالی      |
| ۷     | ایران |         | فاطمه گرائیلی    |
| ۸     | ایران |         | بهناز طاهرخانی   |
| ۹     | ایران |         | زهرا قنبری       |
| ۱۰    | ایران | کاپیتان | عاطفه رمضانی‌زاده |
| ۱۱    | ایران |         | سمانه چهکندی     |
| ۱۷    | ایران |         | شهناز جعفری‌زاده  |
| ۱۸    | ایران |         | ملیکا محمدی      |
| ۱۹    | ایران |         | طاهره پیروزی     |
| ۲۰    | ایران |         | نازنین دوست خواه |

| شماره |       | نقش       | بازیکن            |
| ----- | ----- | --------- | ----------------- |
| ۲۱    | ایران |           | گلنوش خسروی       |
| ۲۳    | ایران |           | مونا حمودی        |
| ۵۴    | ایران | دروازه‌بان | زهرا خواجوی       |
|       | ایران |           | کویستان خسروی     |
|       | ایران |           | نگین زندی         |
| ۷۰    | ایران |           | سارا دیدار        |
|       | ایران |           | فاطمه زیدآبادی    |
|       | ایران |           | زهرا زیدآبادی     |
|       | ایران |           | الهام عبدالرحمانی |
|       | ایران |           | مریم سیدی         |
|       | ایران |           | نرگس کوهستانی     |
|       | ایران |           | زهرا کوهستانی     |
|       | ایران |           | مهدیه ملایی       |
|       | ایران | هافبک     | انیس ولندیاری     |

## دستاوردها و رکوردها
| چهارچوب رقابت‌ها            | قهرمانی | نایب قهرمانی | تاریخ و فصل |
| -------------------------- | ------- | ------------ | --- |
| لیگ کوثر فوتبال زنان ایران | ده بار  | دو بار       | - ۰۳–۱۴۰۲، ۰۲–۱۴۰۱، ۰۱–۱۴۰۰، ۹۹–۱۳۹۸، ۹۸–۱۳۹۷، ۹۷–۱۳۹۶، ۹۴–۱۳۹۳، ۹۳–۱۳۹۲، ۹۲–۱۳۹۱، ۹۱–۱۳۹۰ - - نایب قهرمانی: ۹۶– ۱۳۹۵ ،۱۴۰۰–۱۳۹۹ |

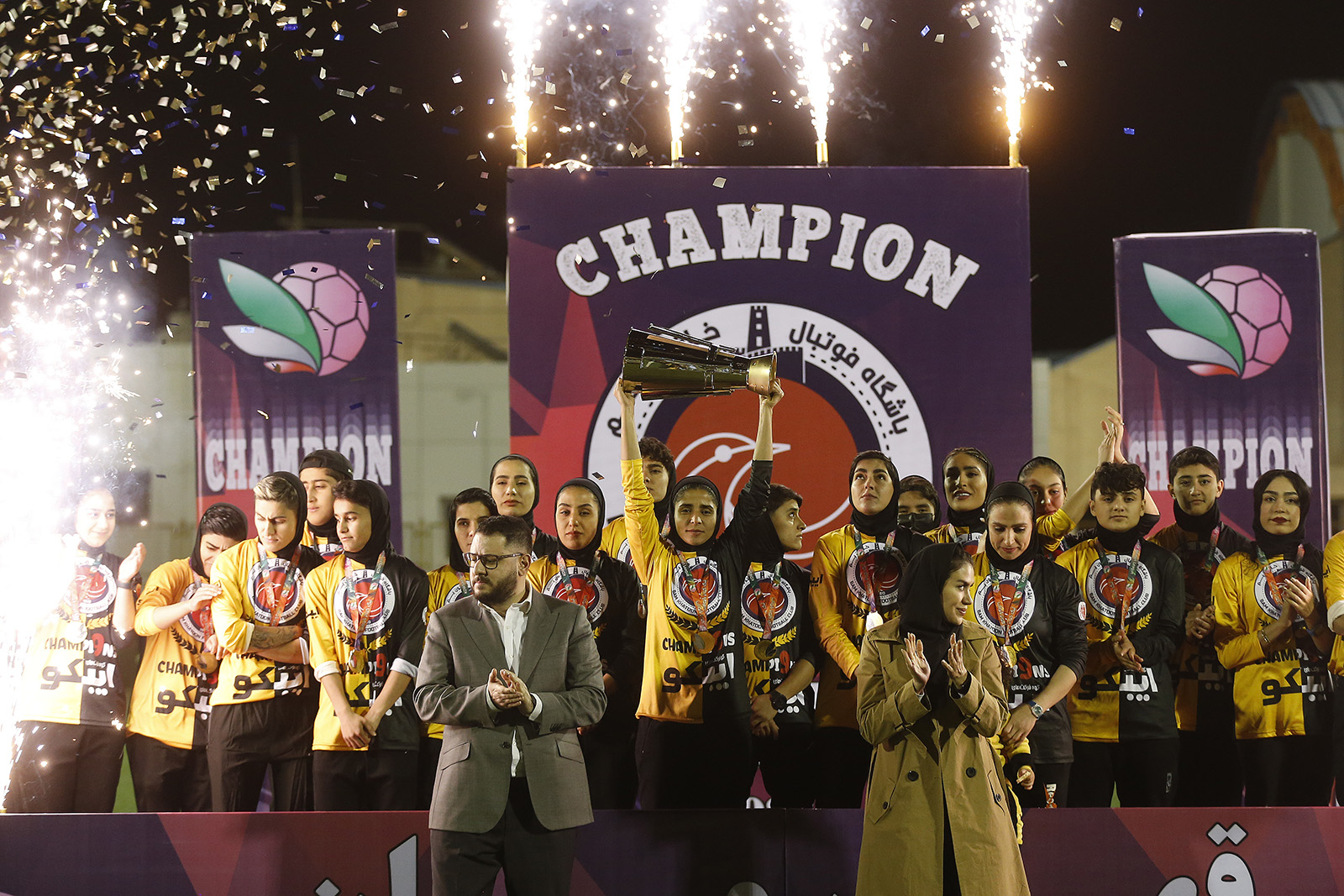
تیم خاتون بم در جشن جام قهرمانی لیگ برتر فوتبال زنان ایران ۱۴۰۲